# Conseil pour la diffusion de la culture économique
 (juin 2023).
Si vous disposez d'ouvrages ou d'articles de référence ou si vous connaissez des sites web de qualité traitant du thème abordé ici, merci de compléter l'article en donnant les références utiles à sa vérifiabilité et en les liant à la section « Notes et références ».
Le Conseil pour la diffusion de la culture économique (CODICE) est une instance indépendante et pérenne créée en octobre 2006 à l’initiative de Thierry Breton, ministre de l’Économie, des Finances et de l'Industrie. Christine Lagarde a reconduit le CODICE dans ses missions en 2008.
2010 marquera la fin de ce conseil.

## Organisation
Le CODICE est conçu comme une instance de réflexion impartiale, indépendante et pluraliste, qui regroupe des personnalités de l’entreprise, de l’éducation et des experts économiques et des médias.
Les grandes orientations de son action sont fixées par un Comité des sages d’une dizaine de membres, présidé par Eric Le Boucher, directeur de la rédaction d’Enjeux-Les Échos.
Un Comité exécutif de douze membres, présidé par Nicolas Bordas, PDG du groupe TBWA\FRANCE, détermine toutes les actions qu’il juge nécessaire de mettre en œuvre pour améliorer la diffusion de la culture économique.
Enfin, une Délégation générale, confiée à Isabelle Knock-Méo, Directeur de projet à Bercy, assure l’exécution du programme d’actions du CODICE.

## Actions
- Le lancement en novembre 2008 d'un site internet grand public Kezeco.fr[3] sur le thème de l'économie, destiné plus particulièrement aux jeunes.
- Les Ateliers de l’Économie, à destination des journalistes, en partenariat avec l’AJEF (Association des Journalistes Économiques et Financiers) et les services de Bercy, consistant à organiser des rencontres entre des experts de haut niveau et des journalistes sur des grands thèmes de l’actualité économique (règle du « off »)[4].
- Le soutien aux ONG à travers un fonds d’amorçage qui permet de cofinancer des « bonnes initiatives » de pédagogie économique.
- La promotion de l’enseignement de l’économie à l’école.